# كامينسك-شاختينسكي
كامينسك-شاختينسكي (بالروسية: Каменск-Шахтинский) هي إحدى مدن روسيا في الكيان الفدرالي الروسي روستوف أوبلاست.

## أعلام
- أليكسندر دانتتسيف